# یونیس سام
یونیس سام (انگلیسی: Eunice Sum؛ زادهٔ ۱۰ آوریل ۱۹۸۸) دونده اهل کنیا است.
وی در مسابقات کشوری و بین‌المللی در مجموع برندهٔ ۳ مدال طلا، ۱ مدال نقره، ۱ مدال برنز شده‌است.